# كاتدرائية القديس نيقولاوس البحرية

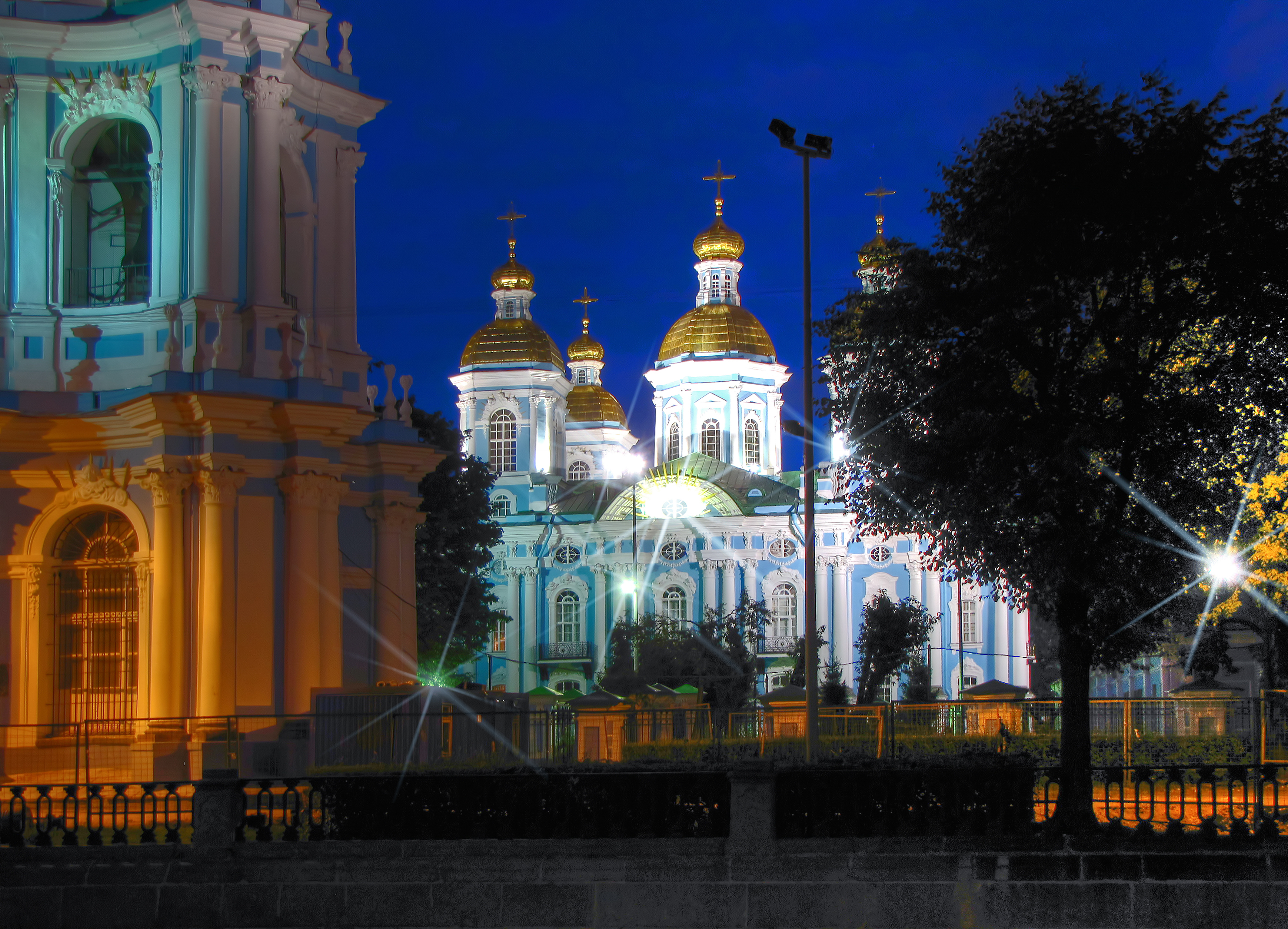
الكاتدرائية في الليل

كاتدرائية القديس نيقولاوس البحرية (بالروسية: Никольский морской собор) هي كاتدرائية للكنيسة الروسية الأرثوذكسية تقع في مدينة سانت بطرسبرغ. وقد سميت بالبحرية نسبةً لتواجد مقر للبحرية الروسية بجانبها. تم بنائها فيما بين سنتي 1753 و1762 في بأمر من الإمبراطورة إليزابيث. صممت على النمط الباروكي من قبل المعماري سافا تشيكاكينسكي. بعد الثورة الروسية قام البلاشفة بتدميرها جزئياً وحولت فيما بعد إلى قاعدة للبحرية الروسية. استرجعتها الكنسية الروسية فيما بعد سنة 1990.